# Compsapoderus erythrogaster
Compsapoderus erythrogaster là một loài bọ cánh cứng trong họ Attelabidae. Loài này được Snelle van Vollenhoven miêu tả khoa học năm 1865.